# Jarville JF
Jarville Jeunesse Foot là một câu lạc bộ bóng đá Pháp. Đội có trụ sở tại Jarville-la-Malgrange, Lorraine, Pháp.

## Coupe de Pháp
Jarville đã đạt được thành công đáng chú ý trong Coupe de France trong những năm gần đây, lọt vào vòng 1/16  trong mùa giải 2006-07 (thua 5-3 trước FC Libourne) và vòng 1/32 trong phiên bản 2010-11 (mất 1-0 trước FC Sochaux-Montbéliard). Các màn trình diễn đáng chú ý khác bao gồm: lọt vào vòng 7 của Coupe de France năm 2005, trong đó câu lạc bộ đã thua 5-1 trước SR Colmar, và lọt vào vòng 1/8 mùa giải 2007-08 de France, thua 3-1 trước AS Troyes.